# Gargoulette

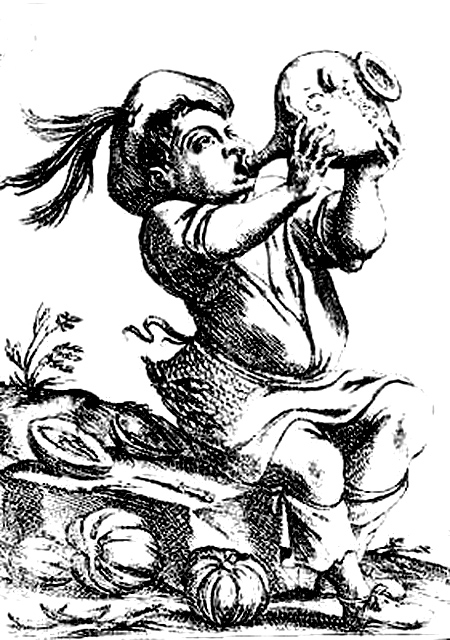
Boire à la gargoulette.

Une gargoulette est un récipient en terre cuite d'origine espagnole pour contenir de l'eau ou du vin.
En Tunisie, le mot est utilisé aussi pour désigner un récipient de terre cuite similaire à celui utilisé pour l'eau, mais destiné à la cuisson à l'étouffée ou un récipient similaire mais servant de piège à poulpes.

## Étymologie
Le mot viendrait du provençal gargouleto qui signifie « cruchon ».

## Autres dénominations
Selon les régions, on peut également l'appeler alcaraza(s), du mot castillan alcarraza(s). En Espagne, suivant la région, il porte également le nom de botijo, búcaro en Andalousie, càntir ou cànter en Catalogne, Catalogne Nord, îles Baléares, Pays Valencien (ou Région de Valence ou Communauté Valencienne). En Amérique hispanique, il est nommé botija ou múcura. Mais leurs formes ne sont pas toujours celles des gargoulettes provençales ou occitanes. De plus, certaines ne contiennent jamais de vin.
Une alcaraza en terre poreuse peut avoir soit une forme de vase, soit une forme de cruche. Si elle est de grande taille, elle correspond à une jarre à eau.

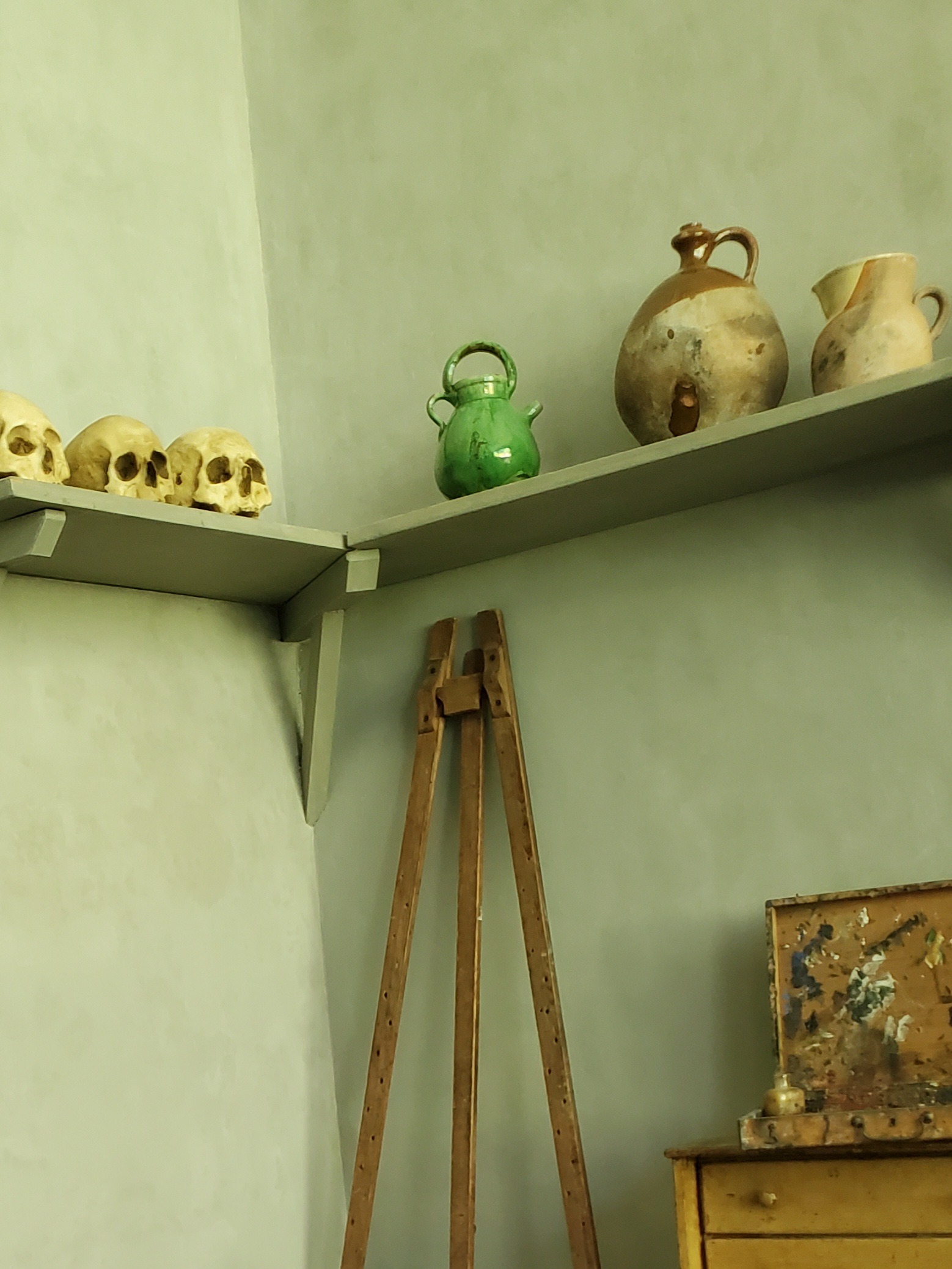
le cruchon vert de Cezanne

Le "cruchon vert" est le titre d'une aquarelle peinte par Cezanne (conservée au cabinet des dessins du Musée du Louvre à Paris). On retrouve le modèle de cette aquarelle sur l'étagère de son atelier des Lauves à Aix-en-Provence.

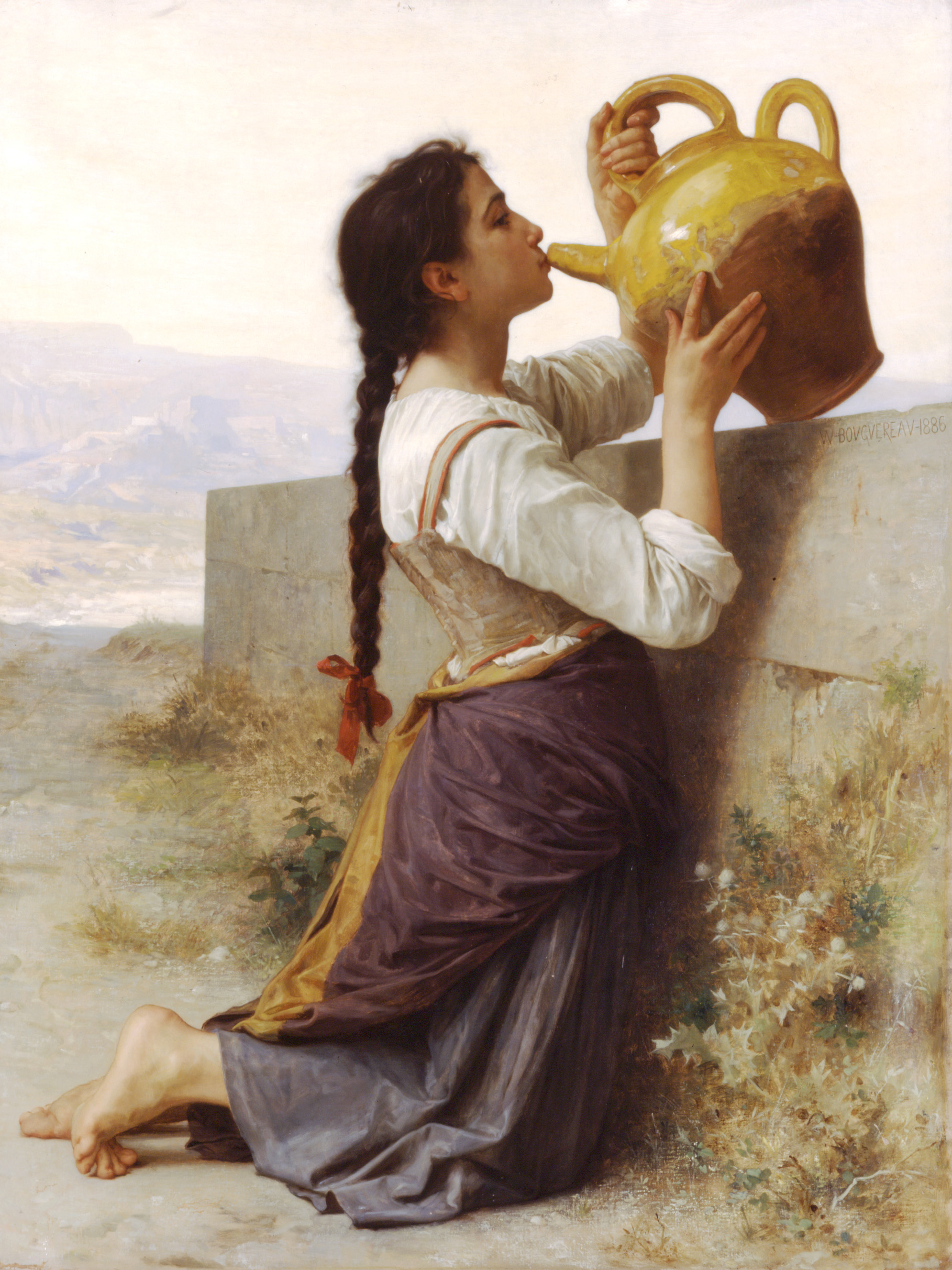
La Gargoulette, de William Bouguereau (1886).
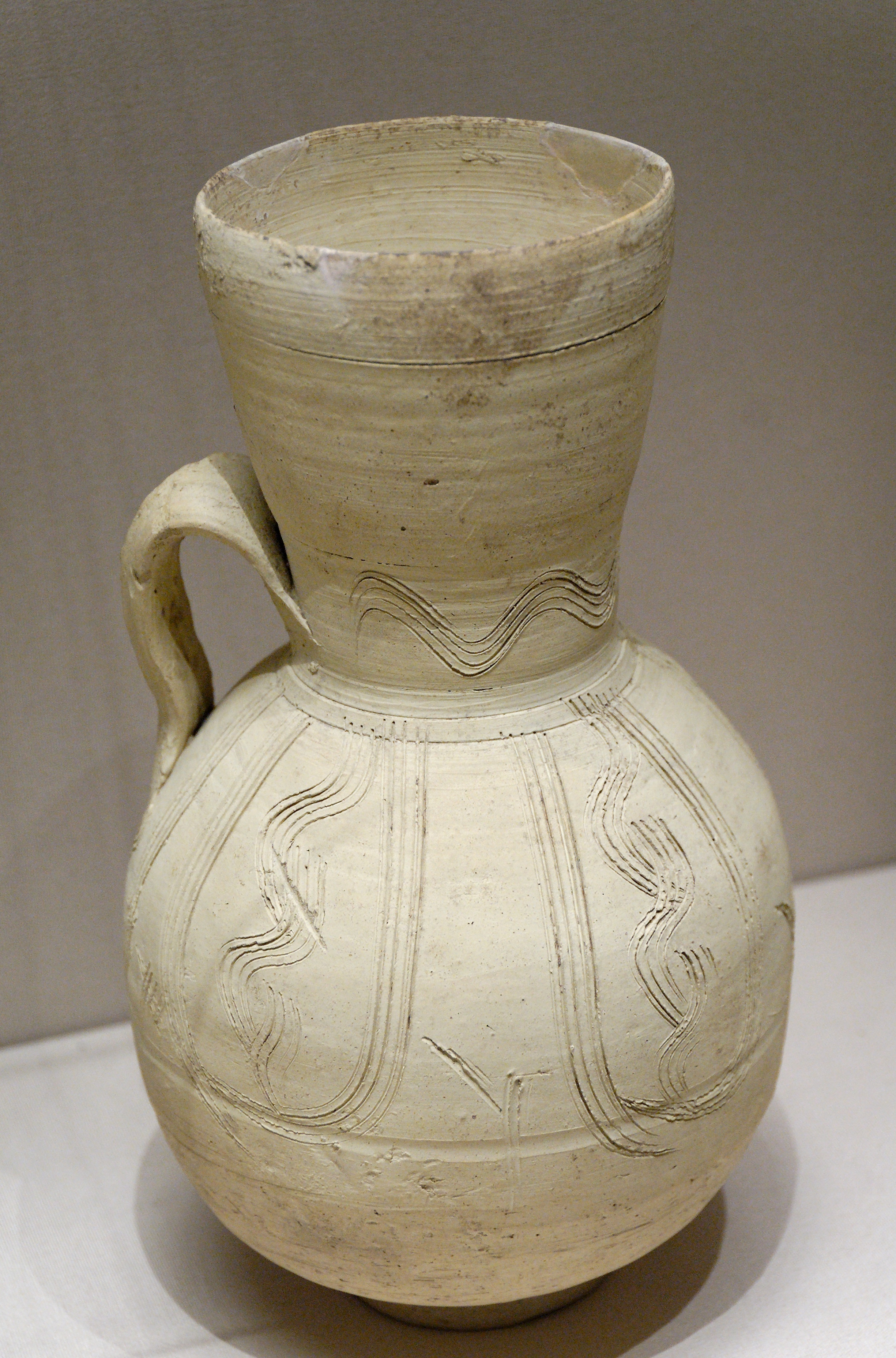
Gargoulette du Xe ou XIe siècle, équipée d'un filtre pour empêcher l'entrée de feuilles ou d'insectes.

## Fonctions
Il s'agit d'une cruche poreuse qui permet par évaporation de rafraîchir l'eau ou, plus rarement, le vin léger qu'elle contient. C'est pourquoi elle est parfois placée en plein soleil, souvent à l'extérieur en un lieu chaud. Le bec étroit permet de diriger le jet directement au fond de la gorge, tout en maintenant en général le bec à distance de la bouche.
Il en est venu l'expression « boire à la gargoulette », synonyme de « boire à la régalade ». Cette technique perfectionnée est parfois difficile à apprendre aux adultes ou enfants novices, surtout si l’alcarazas a une taille imposante.
Dans son Traité des arts céramiques, Alexandre Brongniart s'est livré à des expériences en vue de mesurer l'abaissement de la température de l'eau contenue dans une gargoulette. Il a pu obtenir des baisses de 3 à 5 °C de l'eau contenue dans ces récipients pour une température extérieure de 24 °C.
Jean Giono décrit la gargoulette comme un instrument de musique dans son ouvrage Le Serpent d'étoiles : « Les gargoulettes sont des flûtes à eau. Il y en a de deux sortes. Les unes sont en bois de sureau : on dirait des pipes. Les autres sont en terre vernie ; on dirait des cruches et elles imitent le chant des oiseaux. [.], tous les oiseaux à chants à roulades ; ça les imite, ça les appelle, ça fait la femelle à la perfection. [.]. Il faut un grand souffle pour émouvoir et crever l'eau. Les joueurs se bandent les joues avec un mouchoir ou un foulard. »

### Explication physique
En 1995, Gabriel Pinto et José Ignacio Zubizarreta de l'Université Polytechnique de Madrid ont développé un modèle mathématique pour une gargoulette sphérique. Deux équations différentielles décrivent le processus :
{\displaystyle -{\frac {dV}{dt}}={K'}\cdot a(H_{s}-H)}
{\displaystyle V\cdot C_{p}\cdot \left({\frac {dT}{dt}}\right)=h_{c}\cdot a\cdot (T_{g}-T_{s})+f\cdot \epsilon \cdot \sigma \cdot (4\pi r^{2}-s)\cdot [(273+T_{g})^{4}-(273+T_{s})^{4}]-U\cdot a\cdot (T-T_{s})-{\lambda }_{\omega }\cdot \left({\frac {dV}{dt}}\right)}
donde:
{\displaystyle \ V} = volume d'eau
{\displaystyle \ t} = temps
{\displaystyle \ C_{p}} = capacité calorifique de l'eau
{\displaystyle \ T} = température de l'eau
{\displaystyle \ T_{g}} = température de l'air
{\displaystyle \ T_{s}} = température de la surface de l'eau
{\displaystyle \ a} = aire de la surface externe de l'eau
{\displaystyle \ 4\pi r^{2}} = aire totale de la gargoulette
{\displaystyle \ s} = aire de l'eau en contact avec l'air
{\displaystyle \ {\lambda }_{\omega }} = chaleur de vaporisation de l'eau
{\displaystyle \ h_{c}} = coefficient de convection
{\displaystyle \ f\cdot \epsilon \cdot \sigma } = coefficients de rayonnement de chaleur
{\displaystyle \ U} = coefficient de conduction
de chaleur de l'eau
{\displaystyle \ K'} = coefficient de transfert de masse de l'eau
{\displaystyle \ H_{s}} = humidité de saturation
{\displaystyle \ H} = humidité de l'air

## Gargoulettes Tunisiennes
En Tunisie et dans la cuisine berbère, la gargoulette existe initialement pour conserver de l'eau au frais. Mais le même mot utilisé en français en Tunisie fait également référence à une jarre poreuse (non vernissée) appelée golla en tunisien, fermée par un couvercle, utilisée pour la cuisson de viandes à l'étouffée (généralement l'agneau, mais aussi le dromadaire). La gargoulette peut, soit être cassée après cuisson pour pouvoir en sortir la viande qui a été entrée en force à l'intérieur, soit munie d'un couvercle sur le dessus ou sur le flanc, scellé avec un boudin de pâte à pain pour pouvoir être réutilisée.
Toujours en Tunisie, le mot français gargoulette fait référence à des pièges pour la pêche aux poulpes (karour en tunisien) : chaque piège est constitué d'une jarre brute (non vernissée) à col étroit, munie ou non d'une anse et percée à son extrémité pointue d'un trou pour permettre l'évacuation de l'eau quand la jarre est remontée. Les gargoulettes sont attachées les unes aux autres par une corde qui passe soit par leurs anses, soit qui est enroulée autour du col. Cette forme de pêche au poulpe autrefois répandue dans tout le territoire, mais particulièrement à Djerba et dans le Golfe de Gabès, tend à disparaître au profit de l'utilisation de pièges-cages plus légers.

Gargoulettes en Tunisie
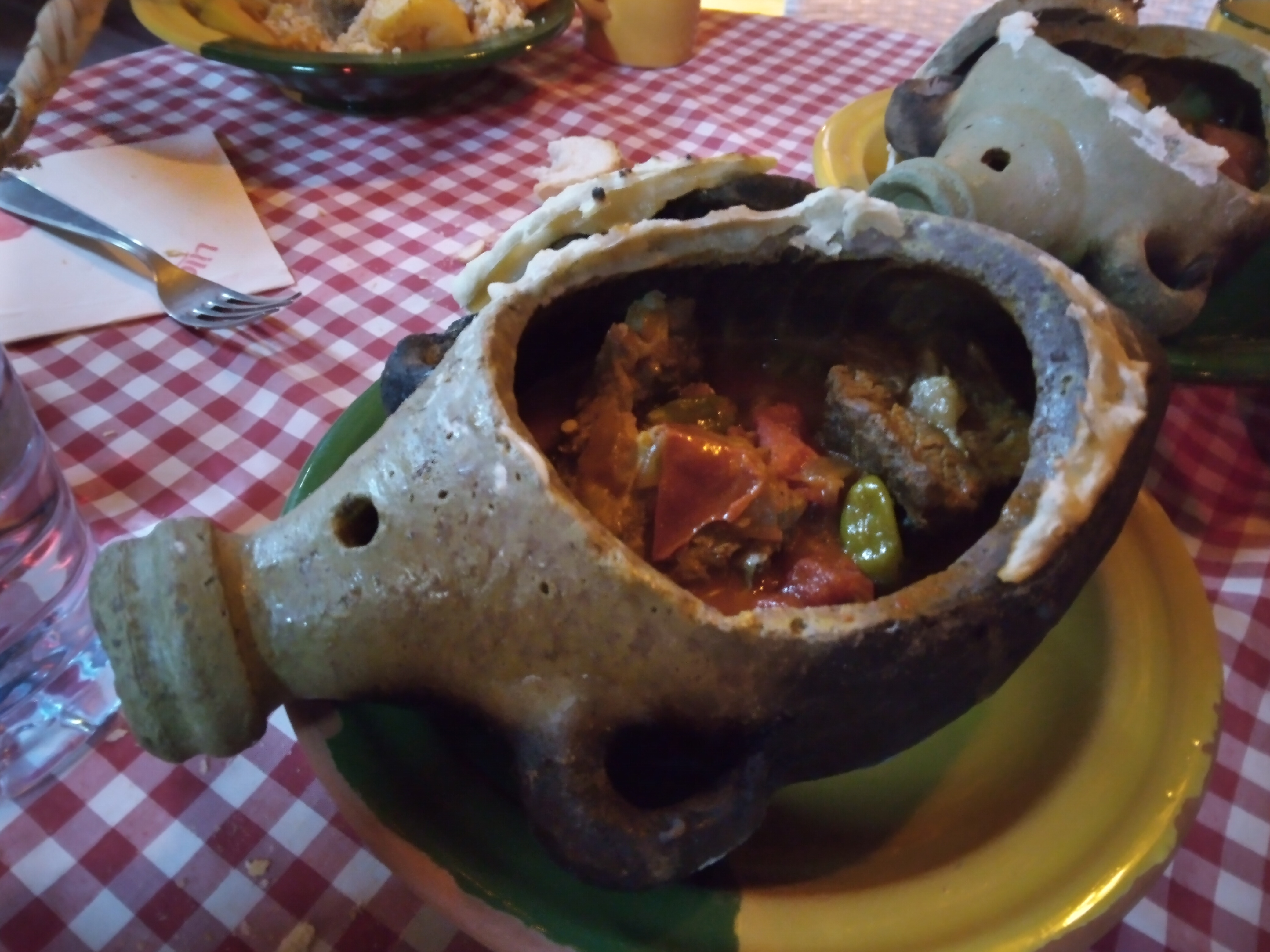
Gargoulette pour cuisson à l'étouffée. Viande de dromadaire, restaurant à Tozeur, Tunisie.
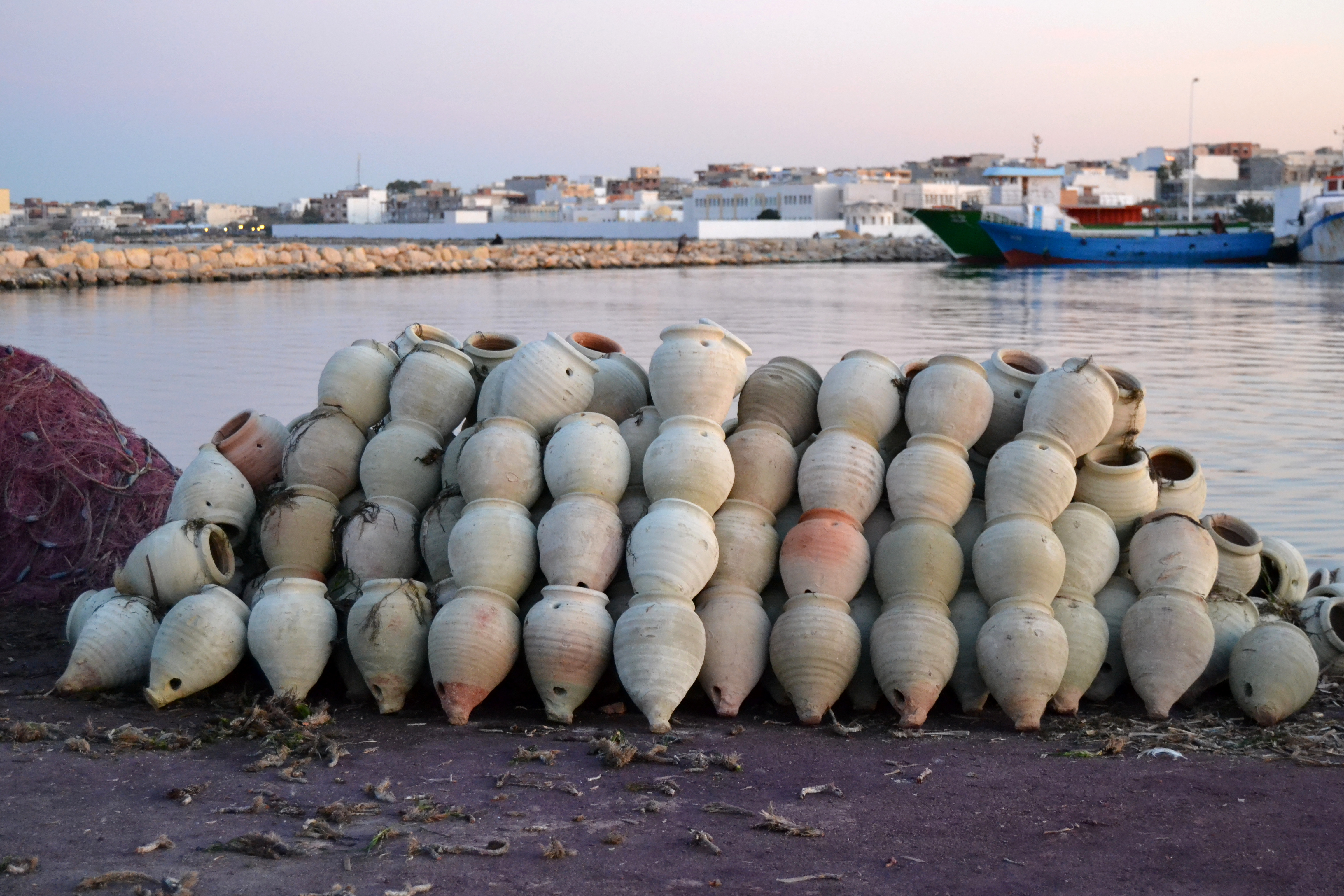
Gargoulettes karour, pour la pêche au poulpe, Sayada, Gouvernorat de Monastir, Tunisie, 2013.